# Tom Watson (voetballer, 2006)
Thomas ("Tom") Watson (Horden, 8 april 2006) is een Engels voetballer die doorgaans speelt als vleugelspeler. In juli 2025 verruilde hij Sunderland voor Brighton & Hove Albion.

## Clubcarrière
Watson speelde in de jeugdopleiding van Sunderland. Hij mocht hier op 18 april 2023 zijn debuut in het eerste elftal maken, tegen Huddersfield Town. Sunderland kwam door een doelpunt van Joe Gelhardt op voorsprong, waarna Josh Koroma zorgde voor de beslissende gelijkmaker: 1–1. Watson begon op de reservebank en mocht van coach Tony Mowbray in de slotfase invallen voor Patrick Roberts. Na de zomerstop van datzelfde jaar tekende Watson zijn eerste professionele contract, tot medio 2026. Het seizoen 2023/24 leverde net als de jaargang ervoor één optreden in het eerste elftal op voor de vleugelspeler.
Hij maakte zijn eerste officiële doelpunten op 7 december 2024, toen hij na een openingstreffer van Lewis Koumas met twee doelpunten zorgde voor een overwinning tegen Stoke City: 2–1. In april 2025 werd Watson door Brighton & Hove Albion aangekondigd als nieuwe speler voor het komende seizoen. De club uit de Premier League betaalde circa twaalf miljoen euro voor zijn overgang en Watson zette zijn handtekening onder een verbintenis voor de duur van vier seizoenen. Watson nam afscheid van Sunderland met de winnende treffer in de slotfase van de play-offwedstrijd tegen Sheffield United, waardoor Sunderland promotie naar de Premier League veiligstelde.

## Clubstatistieken
| Seizoen | Club                   | Competitie     | Competitie | Competitie | Beker | Beker | Internationaal | Internationaal | Totaal | Totaal |
| Seizoen | Club                   | Competitie     | Wed.       | Dlp.       | Wed.  | Dlp.  | Wed.           | Dlp.           | Wed.   | Dlp.   |
| ------- | ---------------------- | -------------- | ---------- | ---------- | ----- | ----- | -------------- | -------------- | ------ | ------ |
| 2022/23 | Sunderland             | Championship   | 1          | 0          | 0     | 0     | —              | —              | 1      | 0      |
| 2023/24 | Sunderland             | Championship   | 1          | 0          | 0     | 0     | —              | —              | 1      | 0      |
| 2024/25 | Sunderland             | Championship   | 21         | 3          | 1     | 0     | —              | —              | 22     | 3      |
| 2025/26 | Brighton & Hove Albion | Premier League | 0          | 0          | 0     | 0     | —              | —              | 0      | 0      |
| Totaal  | Totaal                 | Totaal         | 23         | 3          | 1     | 0     | 0              | 0              | 24     | 3      |

Bijgewerkt op 1 juli 2025.